# Henri-Marie-Gaston Boisnormand de Bonnechose
Henri-Marie-Gaston Boisnormand de Bonnechose, francoski rimskokatoliški duhovnik, škof in kardinal, * 30. maj 1800, Pariz, † 28. oktober 1883.

## Življenjepis
21. decembra 1833 je prejel duhovniško posvečenje.
16. novembra 1847 je bil imenovan za škofa Carcassonneja, potrjen je bil 17. januarja 1848 in škofovsko posvečenje je prejel 30. januarja istega leta.
1. novembra 1854 je bil imenovan za škofa Evreuxa; potrjen je bil 23. marca 1855. 20. februarja 1858 je bil imenovan za nadškofa Rouena; potrjen je bil 18. marca istega leta.
11. decembra 1863 je bil povzdignjen v kardinala in imenovan za kardinal-duhovnika S. Clemente.